# Yves Bonnefoy
Yves Bonnefoy (Tours, Indre-et-Loire, 24 de junho de 1923 - Paris, 1 de julho de 2016) foi um poeta francês, autor de inúmeros livros de poemas, além de ensaios sobre arte e literatura. Foi também tradutor de peças - como A Tempestade, Hamlet e Macbeth, dentre outras, de William Shakespeare - e poemas de William Butler Yeats, John Donne e Giacomo Leopardi.
Sua obra teórica, de grande abrangência, buscou desde cedo interrogar, em livros como L'Improbable (1958), as tensões entre o mundo e a representação poética. Ela busca a sua filiação no existencialismo de Jean Wahl, de quem foi aluno, mas também numa leitura original que propõe de poetas como Charles Baudelaire e Arthur Rimbaud.
Inicialmente ligado ao surrealismo, desliga-se do movimento em 1947, criticando a gratuidade do imaginário surrealista.
Além do surrealismo, suas principais influências são Charles Baudelaire, Arthur Rimbaud, Stéphane Mallarmé et Gérard de Nerval, que realizaram, segundo ele, a verdadeira revolução poética da nossa modernidade..
Yves Bonnefoy foi também professor do Collège de France na cátedra de Estudos comparados da função poética. Em 1995 recebeu o Prêmio Balzan.
Yves Bonnefoy morreu em 1º de julho de 2016, aos 93 anos.

## Poesia
- Traité du pianiste (1946)
- Le Cœur-espace (1946)
- Anti-Platon (1947)
- Du mouvement et de l'immobilité de Douve (1953)
- Hier régnant désert (1958)
- Pierre écrite (1965)
- Dans le leurre du seuil (1975)
- Poèmes (1947–1975) (1978), reunião dos quatro livros anteriores
- Ce qui fut sans lumière (1987)
- Là où retombe la flèche (1988)
- Début et fin de neige (1991)
- L'Encore Aveugle (1997)
- La Pluie d'été (1999)
- Les Planches courbes (2001), reúne os dois livros anteriores
- La Longue Chaîne de l'ancre (2008)

## Narrativas
- L'Arrière-pays (1972)
- Rue Traversière (1977)
- Récits en rêve (1987)
- La Vie errante, suivi de Une autre époque de l'écriture (1993)
- Le Théâtre des enfants (2001)

## Ensaios
- “Savoir vivre”, Le Miroir infidèle, Bruxelles, 1946, republicado em Yves Bonnefoy, Le temps qu’il fait, cahier 11, 1998.
- “L’Éclairage objectif”, Bruxelles, Les Deux sœurs, no 3, maio de 1947, republicado em Yves Bonnefoy, Le temps qu’il fait, cahier 11, 1998.
- “Donner à vivre”, Le surréalisme en 1947, exposition internationale du surréalisme, apresentação de André Breton e Marcel Duchamp, Maegh, Pierre à feu, 1947, republicado em Yves Bonnefoy, Le temps qu’il fait, cahier 11, 1998.
- “Sur le concept de lierre”, Troisième Convoi, no 5, junho 1951, p. 24-28, republicado em Yves Bonnefoy, Le temps qu’il fait, cahier 11, 1998.
- Peintures murales de la France gothique, avec cent quarante-quatre photographies dont vingt en couleurs de Pierre Devinoy, Paul Hartmann, 1954.
- L’Improbable, suivi de Quatre Notes et de Un Rêve fait à Mantoue, Mercure de France, 1959, nouvelle édition corrigée et augmentée, Idées/Gallimard, 1980. A edição de 1959 reúne: “Les tombeaux de Ravenne”, “Les Fleurs du Mal”, “L’invention de Balthus”, “Le temps et l’intemporel dans la peinture du Quattrocento”, “La cent-vingt et unième journée” (sobre Gilbert Lely), “Paul Valéry”, “L’acte et le lieu de la poésie” e “Dévotion”, acrescidos, na edição de 1980, de Quatre Notes, que reúne: “L’œuvre de Fra Angelico”, “Aspects nouveaux de Michel-Ange”, “Deux livres sur Caravage” e “Degas”; e de Un Rêve fait à Mantoue, que reúne: “Byzance”, “Sur la peinture et le lieu”, “La seconde simplicité”, “L’humour, les ombres portées” (sobre P. della Francesca e G. de Chirico), “Un rêve fait à Mantoue”, “Notes sur Hercules Seghers”, “L’architecture baroque et la pensée du destin”, “Dans la lumière d’octobre” (sobre G. Seferis), “La poésie française et le principe d’identité”, “L’obstination de Chestov”, “À la mort de Jacques Villon”, “Une vigne qui bouge dans ses ombres”, “Des fruits montant de l’abîme” (sobre Raoul Ubac), “Proximité du visage” (sobre Raoul Ubac), * “L’Étranger de Giacometti” e “Sept feux”.
- La Seconde simplicité, Mercure de France, 1961.
- Rimbaud par lui-même, Éditions du Seuil, col. “Écrivans de toujours”, 1961.
- Mirò, Edizione Silvana, Milão, La Bibliothèque des Arts, 1964.
- Rome 1630: l’horizon du premier baroque, Flammarion, 1970 (nov. ed. 2000).
- Tout l’œuvre peint de Giovanni Bellini, introduction par Yves Bonnefoy, documentation par Anna Terisio Pignatti, Flammarion, 1975.
- Le Nuage rouge: essais sur la poétique, Mercure de France, 1977. Reúne: “Baudelaire contre Rubens”, “Giovanni Bellini”, “Elsheimer et les seins”, “A l’horizon de Morandi”, “Quelques notes sur Mondrian”, “Un ennemi des images” (sobre Georges Duthuit), “Deux souvenirs de Georges Duthuit”, “Les Mots et la Parole dans La Chanson de Roland”, “La Poétique de Mallarmé”, “Rimbaud encore”, “L’Illumination et l’Eloge” (sobre Rimbaud et Saint-John Perse), “Pierre-Jean Jouve”, “Sur la fonction du poème”, “Georges Henein”, “Paul Celan”, “Dans la couleur de Garache”, “Peinture, poésie, vertige, paix”, “La Fleur double, la sente étroite: la nuée” (sobre Bashô), “Terre seconde”.
- Tout l’œuvre peint de Mantegna, introduction par Yves Bonnefoy, documentation par Niny Garavaglia, Flammarion, 1978.
- “Rimbaud: les reparties de Nina” in Le lieu et la formule: hommage à Marc Eigeldinger, A La Bacconière, Neuchâtel, 1978. (com outros ensaios de Claude Pichois, J. Starobinski, Max Milner et alli).
- Dictionnaire des mythologies et des religions des societés traditionnelles et du monde antique, (org.) Flammarion, 1981/1999, 2 vols.
- La Vérité de parole et autres essais, Mercure de France, 1988. Reúne na primeira parte, intitulada “La vérité de parole”: “Marceline Desbordes-Valmore”, “La poétique de Nerval”, “Madame Rimbaud”, “Une écriture de notre temps” (sobre L. R. Des Forêts), “Un poète ‘figuratif’”, “Gaëtan Picon allait parler, ce soir-là”, “Les mots, les noms, la nature, la terre”, “Jorge Luis Borges”, “Quelque chose comme une lettre”; seguida da parte “Quelques essais du Nuage rouge”.
- Théâtre et poésie: Shakespeare et Yeats, essais, Mercure de France, 1988. Reúne: “L’inquiétude de Shakespeare”, “Brutus, ou le rendez-vouz à Philippes”, “Readness, Ripeness: Hamlet, Lear”, “‘Art et Nature’: l’arrière-plan du Conte d’hiver”, “Une journée dans la vie de Prospéro”, “Shakespeare et le poète français”, “Transposer ou traduire Hamlet”, “Comment traduire Shakespeare”, “Traduire en vers ou en prose”, “Traduire les sonnets de Shakespeare”, “La Poétique de Yeats”.
- Prefácio de 1863 Naissance de la peinture moderne de Gaëtan Picon, Gallimard, 1988.
- Sur un sculpteur et des peintres, Plon, 1989.
- Chillida, préface d’Yves Bonnefoy, Galerie Lelong, 1990.
- Tout l’œuvre peint de Tiepolo, introduction par Yves Bonnefoy, documentation par Anna Palluchini et Joséphine Le Foll, Flammarion, 1990.
- Entretiens sur la poésie (1972-1990), compilado por Mercure de France, 1990. Reúne: “Entretiens avec Bernard Falciola”, “Réponse au Jornal de Genève”, “Quatre questions du Monde”, “Baudelaire parlant à Mallarmé”, “La traduction de la poésie”, “Sur l’origine et le sens”, “Entretien avec John E. Jackson, sur le surréalisme”, “Lettre à John E. Jackson”, “L’Analogie suprême”, incluídos na edição publicada em Neuchâtel, La Baconnière, 1981, e os ensaios “Henri Michaux”, “Boris de Schloezer”, “Du Haïku”, “Le Surréalisme et la Musique”, “La Poésie et l’Université”, “Lever les yeux de son livre”, “Il reste à faire du négatif”, “Poésie et Vérité”, “Sur la difficulté de la communication poétique”, “Mystère, poésie et raison”, “Réponse au Débat, sur la question de la poésie”, “Poésie et Liberté”, “Sur l’origine et le sens”, “Quelques livres qui ont compté”, “L’Italie et la Grèce”, “Existe-t-il de “hauts” lieux?”, “Le quatre cent et unième Livre”.
- Alberto Giacometti, Flammarion, 1991.
- “Le Portrait: sa naissance, sa renaissance” in Campbell, Lorne. Portraits de la Renaissance: la peinture des portraits en Europe aux XIVe, XVe et XVIe siècles, traduit de l’anglais par Dominique Le Bourg, Hazan, 1991.
- “La clef de la dernière cassete” in Stéphane Mallarmé: poésies, edição estabelecida e anotada por Bertrand Marchal, Poésie/Gallimard, 1992.
- Alechinsky, les Traversées, Fata Morgana, postface de François Bellec, Contre-Amiral Directeur du Musée de la Maine, 1992.
- “La septième face du bruit” (sobre Baudelaire) , in Europe, no 760-761, août-septembre, 1992.
- Remarques sur le dessin, Mercure de France, 1993. (incluído na edição La Vie errante, Poésie/Gallimard, 1993, embora consista de ensaios sobre desenho, o último deles consagrado a Alexandre Hollan.)
- “La couleur sous le manteau d’encre”, in Delacroix et Hamlet, edição organizada por Arlette Sérullez e Yves Bonnefoy, éditions de la réunion des musées nationaux, 1993.
- La Petite phrase et la longue phrase, La Tilv, 1994.
- “L’unique et son interlocuteur” in Critique, no 564, maio de 1994.
- Entretien avec Yves Bonnefoy, in L’Œil-de-Bœuf, revue littéraire trimestrielle, no 4, juin 1994, pp. 28–43.
- Dessin, couleur, lumière, Mercure de France, 1995.
- La Journée d'Alexandre Hollan, Le Temps qu'il fait, Galerie Vieille-du-Temple, Galerie Foëx, Genève, 1995.
- Poésie et rhétorique: la conscience de soi de la poésie, Colloque de la Fondation Hugot du Collège de France réuni par Yves Bonnefoy, actes rassemblés par Odile Bombarde, Collection Pleine Marge, Lachenal & Ritter, 1997.
- Lieux et destins de l’image, un cours de poétique au Collège de France (1981-1993), Éditions du Seuil, 1999.
- La Communauté des traducteurs, Presses Universitaires de Strasbourg, 2000. Reúne: “La communauté des traducteurs”, “Traduire la poésie 1, entretien avec Jean-Pierre Attal (1989)”, “Traduire la poésie 2, entretien avec Jean-Pierre Attal (1993)”, “La traduction poétique, entretien avec Sergio Villani (1994)”, “Traduire Shakespeare, entretien avec Marion Graf (1988)”, “Traduire Hamlet, entretien avec Didier Méreuze (1988)”, “Shakespeare sur scène (1988)”, “Le lieu, l’heure, la mise en scène (1990)” e “Traduire Leopardi (1999)”.
- Baudelaire: la tentation de l’oubli, Bibliothèque Nationale de France, Conférences del Duca, 2000.
- “Le Degré zéro de l’écriture et la question de la poésie”, in Lettere Italiane, Revista trimestrale diretta da Vittore Branca e Carlo Ossola, Firenze, marzo 2001.
- Breton à l’avant de soi, Farrago/Éditions Léo Scheer, Tours, 2001. Reúne: “Breton à l’avant de soi”, “Tant va Breton à l’avenir” e “À l’impossible tenu” (sobre Léon Chestov).
- Poésie & architecture, William Blake & Co. Edit., 2001.
- L’Enseignement et l’exemple de Leopardi, William Blake & Co. Edit., 2001.
- Sous l’horizon du langage, Mercure de France, 2002. Reúne: “Sous l’horizon du langage”, “La noblesse de Cléopâtre”, “La tête penchée de Desdémone”, “Baudelaire et la tentation de l’oubli”, “La tentation de l’oubli 2”, “‘La belle Dorothée’ ou poésie et peinture”, “La clef de la dernière cassete” (Mallarmé), “Igitur et le photographe”, “L’or du futile” (Mallarmé), “L’unique et son interlocuteur” (Mallarmé). Todos publicados previamente.
- Remarques sur le regard: Picasso, Giacometti, Morandi, L’Art en France entre les deux guerres, Calmann-Lévy, 2002. Reúne: “Le regard et les yeux”, “Le projet de Giacometti”, “Picasso et Giacometti”, “Morandi et Giacometti” e “L’art d’entre les deux guerres et le problème du classicisme”.
- Le Nom du roi d’Asiné, (sobre G. Seferis) Éditions Virgile, 2003.
- La Hantise du ptyx: un essai de critique en rêve, (sobre Mallarmé) William Blake & Co. Edit., 2003.
- Le Poète et le “flot mouvant des multitudes”: Paris pour Nerval et pour Baudelaire, Bibliothèque Nationale de France, Conférences del Duca, 2003.
- Goya, Baudelaire et la poésie, entretien avec Jean Starobinski, suivi d’études de John E. Jackson, “Conte d’hiver et compte de vie: Bonnefoy et Shakespeare”, et de Pascal Griener “Le jeu mistérieux de la nécessité avec le hasard. Yves Bonnefoy, Rome et l’Âge Baroque”, La Dogana, Genève, 2004.
- Le Sommeil de personne, avec vingt-quatre pastels originaux de Farhad Ostovani, (sobre Rilke) William Blake & Co. Edit., 2004.
- Assentiments et partages, Musée des Beaux-Arts de Tours, William Blake & Co. Edit., 2005 & Poésie et peinture: 1993-2005, Château de Tours, William Blake & Co. Edit., 2005 (editados conjuntamente).

## Traduções

#### De William Shakespeare
- Roméo et Juliette e Macbeth, precedido por “L’inquiétude de Shakespeare”, Folio/Classique, Gallimard, 1985, 2001.
- Jules César, Gallimard, 1995.
- La Tempête, Gallimard, 1997.
- Le Roi Lear, Mercure de France, 2001.
- Othello, Folio/Classique, Gallimard, 2001.
- Le conte d'hiver, Mercure de France, 2001.
- Vingt-quatre sonnets de Shakespeare, suivi de “Traduire les sonnets de Shakespeare”, Thierry Bouchard et Yves Prié, 1996.

#### Outros
- Quarante-cinq poèmes de Yeats, suivi de La Réssurrection, Poésie/Gallimard, 1993.
- Keats et Leopardi: quelques traductions nouvelles, Mercure de France, 2000.